# Der Sumpfengel
Der Sumpfengel (Originaltitel: Painted People, englisch für Gemalte Leute) ist eine US-amerikanische Stummfilmkomödie unter Regie von Clarence G. Badger mit Colleen Moore und Ben Lyon in den Hauptrollen. Der Film wurde von Associated First National Pictures produziert und basiert auf der Kurzgeschichte The Swamp Angel von Richard Connell. Die Premiere des Films fand am 28. Januar 1924 in New York statt. 1925 kam er in Österreich in die Kinos und wurde auch unter dem Titel Das Wäschermädel gezeigt. Da keine Kopien der sieben Filmrollen existieren, gilt der Film als verschollen.

## Handlung

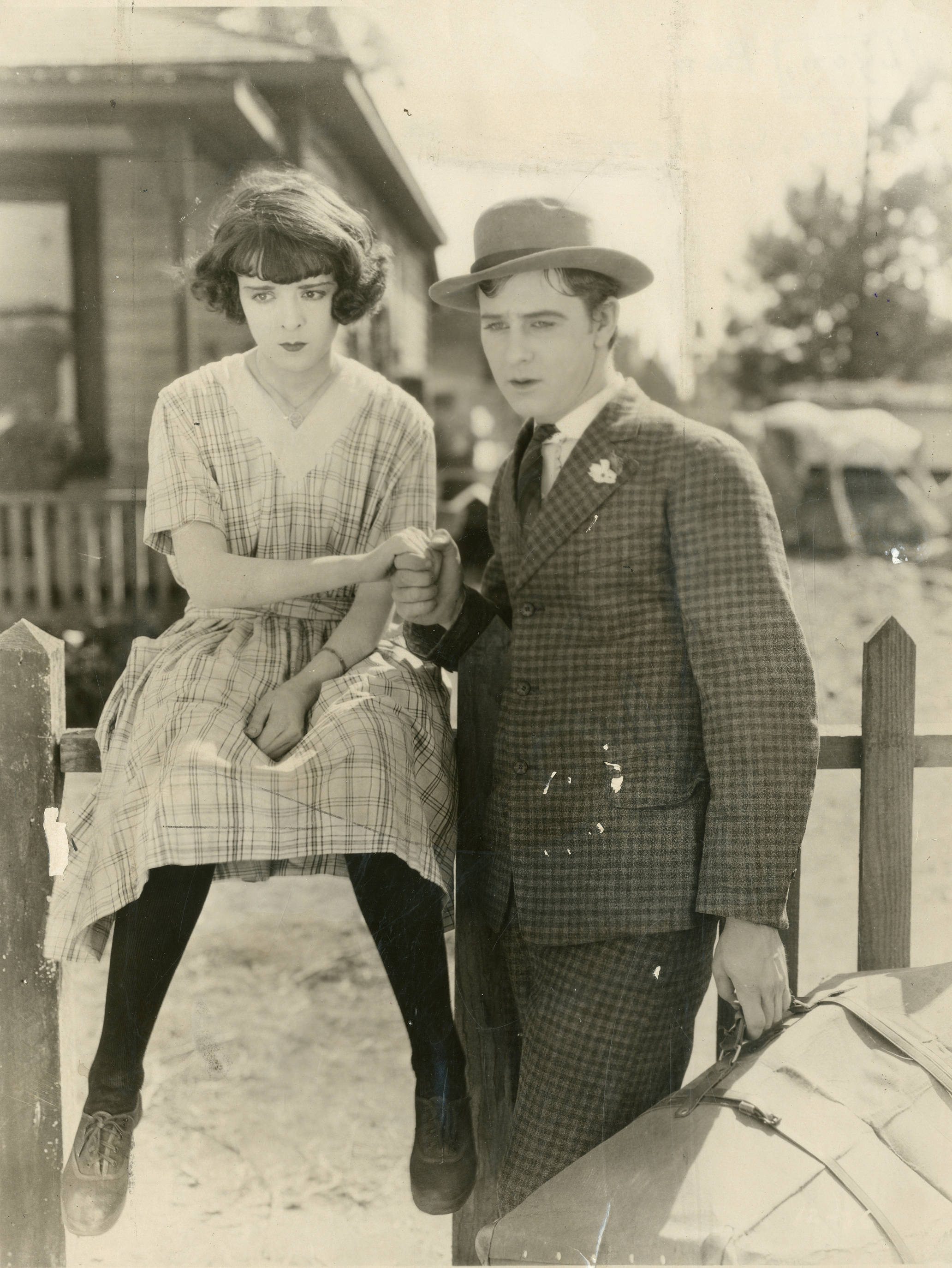
Szenenfoto mit Colleen Moore und Ben Lyon

Ellie Byrne und Don Lane wachsen zusammen als Freunde und Nachbarn in einem heruntergekommenen Viertel einer Industriestadt auf. Don vergöttert Stephanie Parrish, das reichste Mädchen der Stadt, während Ellie Preston Dutton bewundert, den begehrtesten jungen Mann. Don geht in die Stadt, entschlossen, eine Ausbildung zu machen, Geld zu verdienen und schließlich Stephanie zu gewinnen. Ellie wird Hausmädchen einer bekannten Schauspielerin.
Fünf Jahre später ist Ellie selbst auf der Bühne berühmt geworden. Sie schreibt ein Stück über ihr frühes Leben in Armut. Don schreibt das Stück neu, das bei seiner Premiere in ihrer Heimatstadt ein großer Erfolg wird. Stephanie willigt ein, Don zu heiraten, und Ellie verlobt sich mit Preston Dutton. Doch vor der Hochzeit erkennen Ellie und Don, wie hart sie füreinander gearbeitet haben.

## Entstehung
Ein Nachrichtenartikel vom 17. April 1923 berichtete, dass Produzent Earl Hudson Edward J. Montagne beauftragt hatte, die Verfilmung von Richard Connells Kurzgeschichte „The Swamp Angel“ aus dem Jahr 1923 zu schreiben. Die Dreharbeiten zum Film begannen am 1. Oktober 1923 und fanden in den United-Studios in Hollywood statt. Obwohl am 14. November 1923 angegeben wurde, dass die Hauptdreharbeiten gerade beendet worden seien, hieß es am 23. November 1923, Charlotte Merriam sei in dieser Woche zur Besetzung hinzugefügt worden, was darauf hindeutete, dass die Produktion noch im Gange war. Am 15. Dezember 1923 wurde das Ende der Dreharbeiten und am 12. Januar 1924 der Abschluss der Schnittarbeiten verkündet.

## Kritiken
Summer Smith bescheinigte Colleen Moore im Magazin Movie Picture World, ihre wohl beste Leistung als Komödiantin abgeliefert zu haben. Unglücklicherweise leide der Film an einem Drehbuch, das nicht glaubwürdig, zusammenhängend und fesselnd sei, was auf der anderen Seite die exzellenten Leistungen der Darsteller umso herausragender erscheinen lasse.